# جماعة جيلان
جماعة جيلان هي جماعة فرعية تابعة لجيش تحرير كوسوفو (UÇK). وأثناء حرب كوسوفو، اُتهِمت جماعة جيلان بارتكاب أكثر من 153 حالة إيذاء بدني ضد المدنيين الصرب في الفترة ما بين يونيو وأكتوبر 1999 في مدينة جيلان بكوسوفو بعد وصول قوات حلف الناتو وقوة كوسوفو (KFOR). The killings are noted for their inhumanity.
وتألفت الجماعة من الألبان القادمين من بريسيفو، وبيوانوفاتس وميدفيدا، وهي المناطق التي يقطنها الألبان في جنوب صربيا، وتقع على حدود كوسوفو، والألبان في غرب جمهورية مقدونيا. وكانت هناك جماعة خاصة من جيش تحرير كوسوفو تولت مهمة التطهير العرقي لباقي صرب جيلان.
وكان من بين الضحايا أطفال صغار، ورضع، وسيدات حوامل، وكبار في السن وضعفاء.